# یاسپر فرام
یاسپر فرام (انگلیسی: Jasper Frahm؛ زادهٔ ۷ مارس ۱۹۹۶) دوچرخه‌سوار اهل آلمان است.